# Jo Cheryl Exum
Jo Cheryl Exum (...) è una biblista e traduttrice statunitense.
È professore emerito all'Università di Sheffield.

## Biografia
Dopo aver studiato alla Wake Forest University e alla Columbia University, insegnò al Boston College, entrando a far parte del comitato di traduzione della New Revised Standard Version.
Nel 2001 fu pubblicato un festschrift in suo nore, intitolato Critical Engagement: Essays on the Hebrew Bible in Honour of J. Cheryl Exum, con contributi di David Clines, Ellen van Wolde e Michael V. Fox.
Il 30 gennaio 2015 ha ricevuto un dottorato honoris causa della facoltà teologica dell'Università di Uppsala.